# Savan
Savan est une île inhabitée des Grenadines dans la région caribéenne des Petites Antilles. L'île relève de l'autorité administrative de Saint-Vincent-et-les-Grenadines.
Savan est situé à Banques de Grenade au sud de Mousique et Petite Moustique. Sa superficie est de 0,11 km². En 1987, l'île reçoit le statut de réserve protégée pour la faune locale.